# 2013年3月臺灣
| << | 2013年3月 （民國102年） | >> |    |    |    |    |
| \| 日 \| 一 \| 二 \| 三 \| 四 \| 五 \| 六 \| \| \| \| \| \| \| 1 \| 2 \| \| 3 \| 4 \| 5 \| 6 \| 7 \| 8 \| 9 \| \| 10 \| 11 \| 12 \| 13 \| 14 \| 15 \| 16 \| \| 17 \| 18 \| 19 \| 20 \| 21 \| 22 \| 23 \| \| 24 \| 25 \| 26 \| 27 \| 28 \| 29 \| 30 \| \| 31 \| \| \| \| \| \| \| |                         |    |    |    |    |    |
| 臺灣新聞動態／維基新聞 |                         |    |    |    |    |    |
| 世界／中国大陆／臺灣 |                         |    |    |    |    |    |
| 日 | 一                      | 二 | 三 | 四 | 五 | 六 |
| |                         |    |    |    | 1  | 2  |
| 3 | 4                       | 5  | 6  | 7  | 8  | 9  |
| 10 | 11                      | 12 | 13 | 14 | 15 | 16 |
| 17 | 18                      | 19 | 20 | 21 | 22 | 23 |
| 24 | 25                      | 26 | 27 | 28 | 29 | 30 |
| 31 |                         |    |    |    |    |    |

## 3月5日
- 2013年世界棒球經典賽中華隊雖然以2比3輸給韓國隊，還是以2勝1敗、分組第一的資格晉級八強，這是台灣棒球史上第一次打進經典賽八強。[1]

## 3月6日
- 2013年八里雙屍案，富商陳進福及實踐大学副教授張翠萍夫婦，分別於2月26日及3月1日陸續發現陳屍在新北市八里淡水河岸邊，經辦案人員相驗解剖，認為有他殺嫌疑。士林地檢署今兵分10路搜索，並另約談女店長等9人到案說明。[2]

## 3月7日
- 中央氣象局表示，今天上午11時36分花蓮發生芮氏規模5.6地震，全台都感到搖晃，最大震度為宜蘭縣南山和台中德基的5級。[3]

## 3月9日
- 309廢核大遊行，由綠色公民行動聯盟等150個民間團體共同發起反核遊行。在北中南東四大城市臺北、臺中、高雄、臺東串連反核，全台活動人數約有22萬人，是台灣反核活動歷來最多人參與的一次。此次的活動主軸是｢終結核四，核電歸零｣。但根據警政署統計，各地參與遊行人數約6萬8700人，警方總計動員1500名警力維持交通。警方指出，依縣市警局匯報警政署資料，以台北市人數最多，約5萬人；其次依序是高雄市的1萬人、台中市7000人、台東縣1500人、澎湖縣200人。[4][5]
- 2013年世界棒球經典賽中華隊雖然遭到古巴重擊，在複賽吞下2敗出局，不過闖進8強仍締造中華隊史上最佳成績。[6]

## 3月11日
- 102學年度大學甄選繁星推薦入學11日放榜，共錄取9670名一般生，錄取率為44.17%，錄取率創下歷年新高。[7]

## 3月13日
- 公平會調查發現，9家民營電廠（IPP業者）聯合拒絕調整與台電的購售電費率，公平會祭出重罰，共處分63.2億元罰鍰，創公平會對單一個案最高罰鍰金額。[8]

## 3月14日
- 2013年春雨偏少，經濟部水利署今決定，桃園縣、新北市林口區水情燈號將轉換為黃燈，3月15日起開始實施夜間減壓供水措施。[9]

## 3月15日
- 「2013國際自由車環台公路大賽」，賽程預計自3月18日起，至3月24日止，為期7天。選手來自全球30個國家，23支職業車隊，共計185位選手來台競技。體育署-1Archive.today的存檔，存档日期2013-04-19體育署-2

## 3月20日
- 衛生署今表示，民國92年（2003年）台灣嬰兒性別失衡比（1.102），高居全球第3名，但在衛生署陸續推動各宣導活動下，民國101年（2012年）其性別比已降到（1.074），趨近正常範圍的（1.060），排名已降至全球第15名。[10]
- 關務署高雄關今抽驗一家已於2012年8月被列管之物流公司，因懷疑此150多項進口貨物有問題，特以兩隻緝毒犬會同查驗。搜出「安非他命」75公斤，市價約新台幣3億元、未稅香菸72箱及走私香菇5,370公斤。[11]
- 靖娟基金會執行長林月琴表示，4歲以下的幼兒其腦部脆弱，大人逗小孩時之「晃動」、「拋接」、「翻滾」等動作，易導致幼兒發生「嬰兒搖晃症候群」，此將造成「失明」、「癱瘓」等危機。[12]
- 國立故宮博物院院長馮明珠今至立法院備詢表示，針對民國101年（2012年）1月至10月故宮「消合社」所發放之提貨券（面值1,000元），已陸續收回，預計3月底完成。另民國99年（2010年）故宮「消合社」年度收入為6億6,689萬元，但繳回國庫只有5,234萬5,000元；100年（2011年）收入8億4,550萬2,000元，但繳回國庫卻只有2,300萬8,000元，其中落差極大。院長表示，消合社要轉型，年底前須完成上網重新招標，消合社不一定會得標，因此部分盈餘，將用作退休、離職員工的費用。[13]

## 3月21日
- 2013年大學個人申請，邁入第二階段，今年首度採「書面審查電子化」，教育部為確保24所大學網路連線品質，已協調相關業者將原頻寬擴至5倍。[14]
- 「2013國際自由車環台公路大賽」第四站（台中站）今登場，路線全程115公里，起點自中港新市政中心廣場出發，沿途行經大臺中14個行政區，終點站位於臺中都會公園。[15][16]

## 3月22日
- 「2013國際自由車環台公路大賽」第五站（桃園站）今登場，路線全程144公里，起點自「桃園縣政府廣場」出發，沿途行經桃園縣13個鄉鎮市區，終點站位於復興鄉北橫路口（海拔452公尺）、角板山形象商圈。賽事成績於下午13時33分後確立，第一名由背號105的斯加布·格梅 (MTN)奪得，背號185的MAT SENAN Mohammad Saufi (TSG)居次。[17][18][19]

## 3月27日
- 上午10時03分，南投縣仁愛鄉發生芮氏規模6.1地震（編號:41），震央（南投縣政府東方38.8公里，仁愛鄉境內），地震深度15.4公里。4人輕傷，集集鎮一名72歲婦人遭廟宇「盛元宮」之圍牆倒塌壓死。鄰近台中市24人、彰化縣花壇鄉1人受傷。[20][21][22][23][24]
- 經濟部中央地質調查所統計，全臺灣共計33條活動斷層，另有4條「存疑性斷層」。中央氣象局地震測報中心主任郭鎧紋說，由於近年來南投縣仁愛鄉區域經常發生6.0以上地震，因此判斷此區域應有新的「盲斷層」的存在。[25]